# إسماعيل راشد
إسماعيل راشد، لاعب كرة قدم إماراتي سابق. عرف بألاخلآق الرياضية العالية ولقب بالجنرال لمهاراته العالية في الدفاع وقطع الطريق على الهجمات. كان كابتن نادي الوصل، ولعب مع منتخب الإمارات لكرة القدم.اعتزل وتم تكريمه على مستوى الخليج في مهرجان في 22 فبراير 2006.
ويشغل حاليا منصب المدير الفنى لنادى الوصل كما كان أيضا مدير منتخب الإمارات في دورة كأس الخليج العربي 19 حيث وصل بالمنتخب للمباراة النهائية للمرة الثانية على التوالى وفاز
بالأولى وحل وصيفا بالثانية، حاز على جائزة أفضل إداري من اتحاد الاماراتى لكرة القدم للعام 2007

## كأس الخليج 1994
سجل هدف في مرمى منتخب السعودية لكرة القدم، وقد سجل هدف في مرمى منتخب الكويت لكرة القدم.

## روابط خارجية
- إسماعيل راشد على موقع الاتحاد الدولي (مؤرشف)  (الإنجليزية)
- إسماعيل راشد على موقع ناشيونال فوتبول تيمز (الإنجليزية)
- إسماعيل راشد على موقع كووورة